# Кузнечиха (Владимирская область)
Кузнечиха — деревня в Ковровском районе Владимирской области России, входит в состав Малыгинского сельского поселения.

## География
Деревня расположена в 2 км на север от центра поселения деревни Ручей и в 7 км на северо-запад от райцентра города Ковров на автодороге 17К-1 Ковров – Шуя – Кинешма.

## История
В конце XIX — начале XX века деревня входила в состав Малышевской волости Ковровского уезда, с 1926 года — в составе Эдемской волости. В 1859 году в деревне числилось 32 двора, в 1905 году — 47 дворов, в 1926 году — 60 дворов. 
С 1929 года деревня являлась центром Кузнечихинского сельсовета Ковровского района, с 1940 года — в составе Малышевского сельсовета, с 1972 года — в составе Ручьевского сельсовета, с 2005 года — в составе Малыгинского сельского поселения.

## Население
| 1859 | 1905 | 1926 | 2002 | 2010 | 2021 |
| ---- | ---- | ---- | ---- | ---- | ---- |
| 247  | ↗388 | ↘296 | ↘87  | ↘81  | ↗150 |